# Sultana N. Nahar
Sultana Nurun Nahar est une physicienne banglado-américaine. Elle est chercheuse scientifique au Département d'astronomie de l'université d'État de l'Ohio.
Ses recherches portent sur les processus atomiques de photoionisation, de recombinaison électron-ion, de photoexcitation et de collision. Ses contributions comprennent le développement de la méthode unifiée pour la recombinaison totale électron-ion, la spectroscopie théorique pour la méthode de la matrice R de Breit-Pauli et la méthode de théranostique nano-plasma résonant (RNPT) pour le traitement du cancer.

## Éducation et carrière
Nahar a complété ses études de premier cycle en physique et en maîtrise en physique théorique à l'université de Dacca et a obtenu une maîtrise en optique quantique et un doctorat en théorie atomique à l'université d'État de Wayne à Détroit, dans le Michigan.
Elle est l'auteur du manuel Atomic Astrophysics and Spectroscopy (Cambridge UP, 2011), avec Anil K. Pradhan.

## Intérêts de recherche
Nahar a publié de nombreux articles sur les processus atomiques radiatifs et collisionnels dans les plasmas astrophysiques et de laboratoire, notamment la photoionisation, la recombinaison électron-ion, les photo-excitations et désexcitations et la diffusion électron-ion. Elle a également travaillé sur les lignes satellites di-électroniques, la spectroscopie théorique et la nano-spectroscopie informatique pour des applications biomédicales,. Elle est membre des collaborations internationales « Opacity Project » et « Iron Project » pour étudier les processus atomiques radiatifs et collisionnels et calculer des paramètres atomiques précis pour les atomes et les ions astrophysiquement abondants.

## Récompenses
Elle a été élue membre de la Société américaine de physique (en) en 2006, pour « ses contributions fondamentales aux études de photoionisation et de recombinaison de systèmes atomiques multichargés fondamentales pour la physique atomique et la physique des plasmas et des calculs pionniers d'une complexité remarquable sur des processus astrophysiquement significatifs ».
En 2013, elle a remporté le prix John Wheatley (en) de la Société américaine de physique « pour ses efforts visant à promouvoir la recherche et l'enseignement de la physique par la collaboration, le mentorat et la philanthropie dans plusieurs pays du tiers monde, et en particulier pour sa promotion, en tant que défenseure et modèle de femmes scientifiques musulmanes ».